# Historiografía de la Edad Media

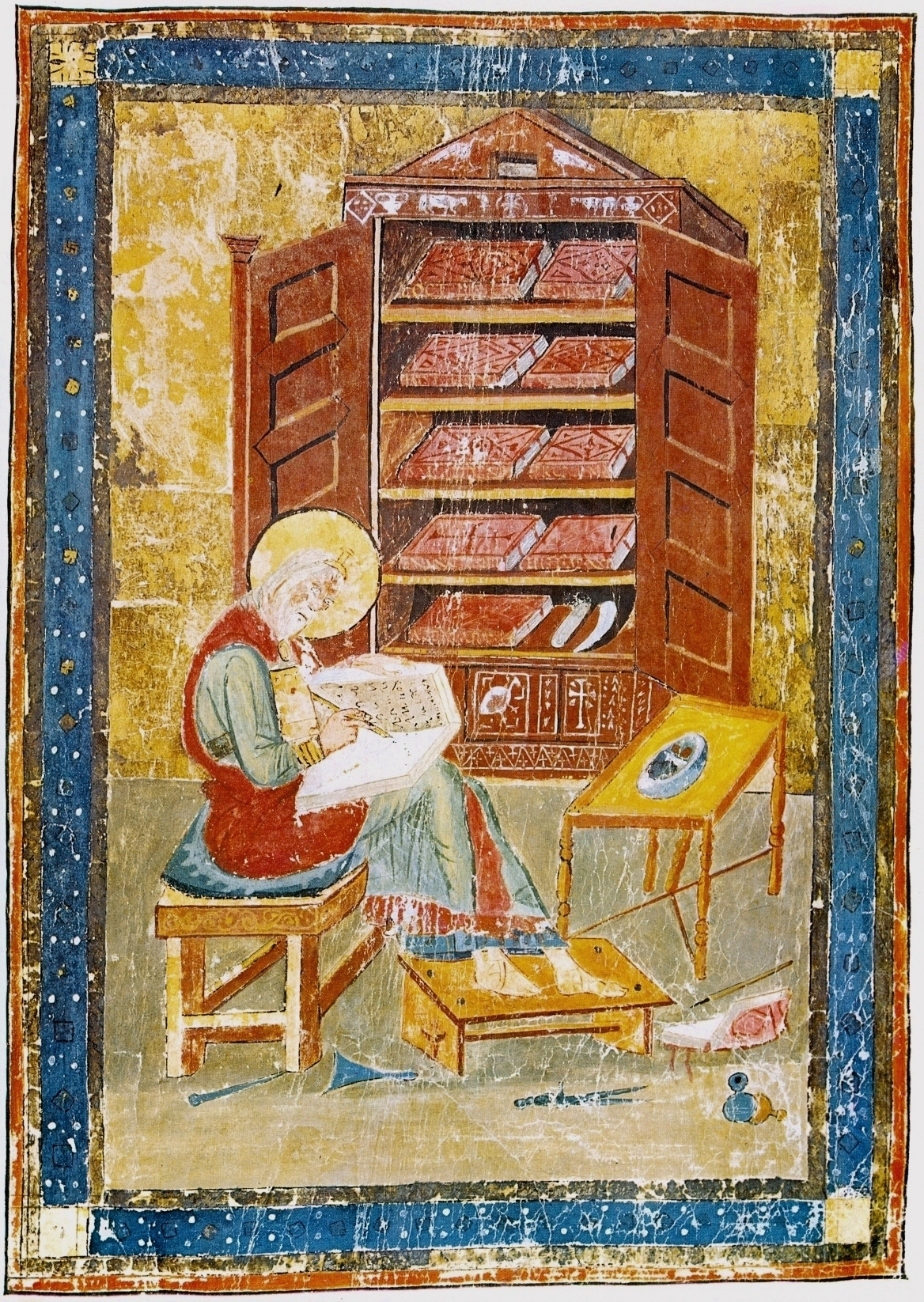
Miniatura en el Codex Amiantinus, con el que se abre el Antiguo Testamento. Representa a Esdras como un monje escriba. Florencia, Biblioteca Laurentiana

La historiografía en la Edad Media es la preservación deliberada de la memoria del pasado en las obras de escritores europeos occidentales de los siglos IV-XV, que es una continuación directa de la historiografía griega y romana. Sin embargo, a diferencia de ella, organiza los eventos de acuerdo con la cronología, y no las relaciones de causa y efecto. La historia como disciplina independiente estaba ausente en la Edad Media, al igual que la profesión de historiador no existía; sin embargo, los escritores sobre el tema histórico entendieron las peculiaridades del género histórico. La mayoría de las veces la creación de textos históricos fue llevada a cabo por el clero, y luego por estadistas e incluso trovadores y malabaristas, representantes de los burgueses. Una parte significativa de los textos fue escrita en latín.